# Matthias Weckmann
Matthias Weckmann (* vor dem 3. April 1619 – wahrscheinlich zwischen Ende 1615 und Anfang 1617 – in Niederdorla; † 24. Februar 1674 in Hamburg) war ein deutscher Organist und Komponist.

## Namensformen und Aussprache
Die autographe Form des Nachnamens lautet regelmäßig „Weckman“. Andere nicht-autographe Schreibungen lauten „Weckmann“, vereinzelt auch „Weykmann“, „Weykman“ oder „Wegkmann“. Die heutige Aussprache des Nachnamens lautet zwar [vɛkmɑn], aber die Namensform „Weykmann“ deutet auf die Möglichkeit hin, dass das c, g oder y jeweils eine Dehnung des vorangehenden Vokals bezeichnen, und dass der Name im 17. Jahrhundert wenigstens von einzelnen Sprechern als [ve[ː]kmɑn] oder auch diphthongisiert [vɛɪ̯kmɑn] ausgesprochen wurde.

## Leben
Matthias Weckmann war Sohn des Jacobus Weckmann und dessen Frau Maria. In seinem Geburtsjahr wurde sein Vater in Niederdorla in einem Communicanten-Verzeichnis als Custos bezeichnet. Am 26. Juni 1623 wurde er in Taufakten als Ludimoderator (Hauptlehrer, Schulmeister) bezeichnet, eine Berufsbezeichnung, die er auch bei der Taufe seines Sohnes Jacobus (jun.) am 15. Februar 1631 trug. Jacobus Weckmann senior wirkte ab 2. November 1628 in Oppershausen als Pfarrer; er starb am 17. November 1631.
Über Weckmanns erste musikalische Ausbildung ist nichts bekannt. Ein Kontakt zu seinem späteren Lehrer Heinrich Schütz kann sich Ende 1627 bei dem Kurfürstentag im nahen Mühlhausen ergeben haben, an dem Schütz im Gefolge des sächsischen Kurfürsten Johann Georg I. teilnahm. Hier hätte Weckmanns Ausbildung mit Schütz vereinbart werden können.
Jacobus Weckmann brachte Matthias persönlich nach Dresden, wo dieser wohl ab 1628 Kapellknabe und Mitglied der Dresdner Hofkapelle war. Er erhielt Gesangsunterricht bei Caspar Kittel und Orgelunterricht bei Johann Klemm, während Heinrich Schütz nach seiner Rückkehr (1629) aus Italien Weckmanns Ausbildung überwachte und ihn ab einem gewissen Zeitpunkt auch in der Komposition unterwiesen haben muss. Zwischen beiden entstand ein gutes Verhältnis, Matthias Weckmann bezeichnete den Kapellmeister später als väterlichen Freundt.
Im Februar 1631 nahm Weckmann bereits als Discantist der Sächsischen Hofkapelle am Leipziger Konvent teil. Ein Jahr später war er laut einer Aufstellung der Instrumentisten am Dresdner Hof Organist (eingeordnet nach dem Ersten Organisten Johann Klemm).
Im September 1633 brachte Schütz persönlich Weckmann nach Hamburg, wo er als Stipendiat des sächsischen Kurfürsten bei dem Organisten der Sankt-Petri-Kirche, Jacob Praetorius, studieren sollte. Dort lernte er neben seinem Studienfreund Jacob Kortkamp auch den Organisten der Katharinenkirche Heinrich Scheidemann kennen. Noch mehr als zuvor in Dresden in der Schlosskapelle hatte er in Hamburg Gelegenheit, den Orgelbau Gottfried Fritzsches aus erster Hand kennenzulernen, da dieser ab 1630 die großen Orgeln der vier Hamburger Hauptkirchen umbaute.
1636 oder 1637 kehrte Weckmann aus Hamburg zurück nach Dresden und wurde Organist an der kurfürstlichen Schlosskapelle. Zwischen 1637 und 1639 wurde er in die neu gegründete Kapelle des Kurprinzen Johann Georg aufgenommen. Schließlich wurde er Hoforganist und 1642 auch Betreuer und Ausbilder der Discantisten.
Nachdem er bereits 1637 im Auftrag Schütz’ erstmals für kurze Zeit an den königlichen dänischen Hof in Kopenhagen gereist war, begleitete er diesen und andere Mitglieder der kurprinzlich-sächsischen Kapelle ab September 1642 auf einer neuerlichen, langen Reise nach Dänemark. Hier wurde er vom Kronprinzen Christian, dem Schwiegersohn des sächsischen Kurfürsten, zum Kapellmeister am Prinzenhof in Nykøbing berufen. Der Aufenthalt in Dänemark wurde durch wenigstens eine Reise nach Deutschland unterbrochen, denn Weckmann hielt sich aus unbekannten Gründen im Mai 1643 in Magdeburg auf. Er spielte in Nykøbing zum einen die Orgel, die Johan Lorentz der Ältere 1634 im Auftrag des Kronprinzen in dessen Schlosskirche, einem Renaissancebau, gebaut hatte, zum anderen unterrichtete er Kapellknaben. Der Prinz starb 1647 und Weckmann kehrte in seine Anstellung als Hoforganist in Dresden zurück, hielt sich aber im selben Jahr noch in Hamburg auf.
Am 31. Juli 1648 heiratete Weckmann in Lübeck Regina Beute (oder Bente), die Tochter eines Lautenisten. Der an der Lübecker Marienkirche tätige Franz Tunder war Trauzeuge.
1649 wurde Weckmann zum Inspector der Hofkapelle befördert. Im Winter 1649/1650 besuchte Johann Jacob Froberger den Dresdner Hof, wo beide Musiker einen musikalischen Wettstreit miteinander austrugen. Dieser ging zwar eigentlich unentschieden aus, aber Froberger wurde als Gast zuvorkommend der Preis zuerkannt. Aus dieser Begegnung entwickelte sich ein reger Briefverkehr und musikalischer Austausch beider Musiker, dem Weckmann bedeutende Impulse für sein eigenes kompositorisches Schaffen verdankte.
Zwar erhielt Weckmann 1655 als Cammer und Hoff=Organiste ein Jahresgehalt von 300 Talern, aber in diesem Jahr bewarb er sich um die Organistenstelle an St. Jacobi zu Hamburg. Diese Stelle war freigeworden, nachdem der Organist Ulrich Cernitz (1598–1654) verstorben war, der sie ab 1631 innegehabt hatte und der, wie Jacob Praetorius und Scheidemann, ein Schüler des berühmten „Hamburger Organistenmachers“ Jan Pieterszoon Sweelinck gewesen war. Nach einem überzeugenden Probespiel wurde Weckmann am 27. November 1655 zum Organisten und Kirchenschreiber der Jacobikirche und ihrer Filialkapelle St. Gertrud-Kirche bestallt. Der Kontakt zum Dresdner Hof brach auch nach seinem Fortgang nicht ab, da seine Söhne Hans Georg und Jakob auf Kosten des sächsischen Kurfürsten an der Universität Wittenberg studierten und er selbst 1667(?) noch eine Reise nach Dresden unternahm.
Schon vor Weckmanns Amtsantritt in Hamburg Ende 1655 hatte Gottfried Fritzsches Sohn, der Orgelbauer Hans Christoph Fritzsche in demselben Jahr begonnen, die Orgel in St. Jacobi umfassend für 1656 Mark lüb. zu renovieren. Ob diese Arbeiten, die bis 1658 reichten, 1655 schon in Hinsicht und vielleicht in Absprache mit dem neuen Organisten Weckmann durchgeführt wurden, ist nicht bekannt. Er muss aber bei diesen Arbeiten von seinem Amtsantritt an mit H. Chr. Fritzsche eng zusammengearbeitet haben.
Weckmann erwarb 1660 das Bürgerrecht der Hansestadt. Er gründete mit führenden Musikern der Stadt und mit Unterstützung einflussreicher Bürger das Hamburger Collegium musicum. Er muss in Hamburg auch mit Johann Adam Reincken zusammengetroffen sein, der nach Scheidemanns Tod 1663 an der Katharinenkirche den Organistendienst versah. Ob er Tunders Schwiegersohn Dieterich Buxtehude kennenlernte, ist nicht bekannt, aber wahrscheinlich. Befreundet war er mit den Organisten Jacob Kortkamp, seinem ehemaligen Studienfreund bei Jacob Praetorius, und Johann Olffen (?–1670), dem Nachfolger Jacob Praetorius’ an St. Petri in Hamburg, dem Weckmann wohl den Ruf nach Hamburg zu verdanken hatte.
Weckmann arbeitete in Hamburg nacheinander mit den Orgelbauern Hans Christoph Fritzsche und Joachim Richborn zusammen. Er trat auch als Taufpate in Richborns Familie in Erscheinung. Weckmann nahm 1663 Richborns Wiederherstellung der Orgel in der Kirche zu Steinbek ab sowie den Neubau (II/P, 20) Richborns in der Hauptkirche St. Michaelis (erster Bau, 1647–1750). Zur Reparatur (1667–1668) der Orgel der St.-Nicolai-Kirche zu Altenbruch bei Cuxhaven empfahl Weckmann Richborn, der den Auftrag erhielt.
Als Musiktheoretiker scheint Weckmann selbst nicht in Erscheinung getreten zu sein. Sein großes Interesse an kontrapunktischen Künsten geht jedoch aus seinen Werken hervor, sichtbar insbesondere in den Kanons der großen, mehrsätzigen Orgelzyklen. Jedoch war Weckmann offenbar auch mit Kollegen vernetzt, die musiktheoretisch im 17. Jh. eine größere Rolle spielten: 1666 war er gemeinsam mit seinen Kollegen und Freunden Christoph Bernhard, Franz Tunder und Delphin Strungk Widmungsträger einer Auflage des Traktats Propositiones Mathematico-Musicae des Mindener Kantors Otto Gibelius. Gibel widmet es diesem Kreis als "Meinen allerseits Großgünstigen / Hochgeehrten Herren / und sehr werten lieben Freunden". In diesem Traktat, in dem Gibelius überdies einen vage ihm zustimmenden Brief Heinrich Schütz’ aus dem Jahr 1658 zitiert, beschrieb ersterer die zu seiner Zeit übliche Standard-Temperatur für Tasteninstrumente, die mitteltönige Temperatur als "die rechte Temperatur". Er ging dabei wie selbstverständlich von 14 Tönen pro Oktave aus, d. h. von zusätzlichen Tönen in Gestalt gebrochener Obertasten (sog. Subsemitonien). Die von Gottfried Frietzsch 1612 fertiggestellte Orgel der kurfürstlichen Schlosskapelle zu Dresden und die von ihm in der ersten Hälfte der 1630er umgebauten und auf vier Manual(werk)e erweiterten Orgeln der Hauptkirchen in Hamburg, an denen Weckman studierte und später wirkte, besaßen solche Zusatztöne.
Weckmanns erste Frau Regina starb 1665; er heiratete 1669 zum zweiten Mal. Während aus der ersten Ehe acht Kinder hervorgingen – drei davon aus vor-Hamburger Zeit–, hatten Weckmann und seine zweite Frau Catharina (geb. Roland) drei gemeinsame Kinder. Aus der Schar der Kinder wurde der Sohn Jacob Weckmann aus erster Ehe ebenfalls Musiker. Dieser war von 1672 bis zu seinem Tod 1680 Thomasorganist in Leipzig.
Matthias Weckmann starb 1674 in Hamburg. Er wurde am 1. März 1674 in einem Familiengrab der St. Jacobi-Kirche unterhalb der Orgel beigesetzt. Sein Nachfolger Hinrich Freese († 1720) heiratete Weckmans Witwe Catharina und übernahm somit seine Musikalien, wovon ein Teil später vom Lüneburger Johannis-Organisten Georg Böhm erworben wurde. Deshalb findet sich ein großer Teil der bis heute überlieferten Werke Weckmanns in der Ratsbücherei Lüneburg.
Der Asteroid (7587) Weckmann wurde nach ihm benannt.

## Schüler
Nur wenige Schüler Weckmanns sind heute bekannt. 
- Johann Samuel Schein (1619–1679 oder später). Der Sohn des Leipziger Thomaskantors Johann Hermann Schein studierte 1637/38 – 1641/42 in Dresden bei Weckmann.
- Johan Kortkamp (um 1643 – 1721) war vor oder bis 1664 sechs Jahre lang bei Weckmann in der Organistenausbildung Er war der Sohn Jakob Kortkamps, des o. g. Studienfreundes Weckmanns aus der gemeinsamen Studienzeit bei Jacob Praetorius. Johan Kortkamps detaillierte und durchweg zuverlässige biographische Angaben über seinen Lehrer Weckmann sind für die Forschung von großem Wert.

Da keine Belege für Dieterich Buxtehudes Ausbildung in der Zeit zwischen 1655 und 1657 bekannt sind, ist es möglich, dass neben Tunder und Scheidemann auch Weckmann als einer der möglichen Lehrer Buxtehudes in Frage kommt.

## Werke
- 12 geistliche Konzerte
- 2 Gelegenheitswerke: 1 Hochzeitsmusik (Freue dich des Weibes deiner Jugend)[14], 1 Kanon (1640) in einem Stammbuch Georg Neumarks[15]
- 10 Sonaten für das Hamburger Collegium musicum (eine Sammlung von instrumentalen Ensemblestücken)
- 30 Kompositionen für Orgel und besaitete Tasteninstrumente (Cembalo, Spinett, Virginal, Clavichord), darunter mehrere umfangreiche Choralzyklen (einschl. Choralfantasien), Suiten, Canzonen, Toccaten und Variationen
- 10 Lieder und kurze Arien
- Wenn der Herr die Gefangenen zu Zion erlösen wird (Psalm 126). Dieses geistliche Konzert gilt inzwischen als Werk Matthias Weckmanns.

Die erhaltenen Werke lassen Weckmann als einen überaus phantasievollen und ausdrucksstarken Komponisten erscheinen.

### Ungesicherte Zuschreibungen
- Magnificat-Fantasie im 8. Ton, aus der „Zellerfelder Tabulatur“, Ze 1.[16]

### Verschollene Werke
- Mindestens 17 geistliche Konzerte[17]

## Editionen
- Matthias Weckmann: Gesammelte Werke. [Kammermusik, Lieder, Werke für Tasteninstrumente]. Hrsg.: Gerhard Ilgner (=  Erbe deutscher Musik. Zweite Reihe. Landschaftsdenkmale. Schleswig-Holstein und Hansestädte. Band 4). H. Litolff und C. F. Peters, Leipzig und Frankfurt 1942.
- Matthias Weckmann und Christoph Bernhard: Solokantaten und Chorwerke mit Instrumentalbegleitung. Hrsg.: Hans Joachim Moser (= Max Seiffert [Hrsg.]: Denkmäler deutscher Tonkunst, Folge 1. Band 6). Breitkopf & Härtel und Akademische Druck- und Verlagsanstalt, Wiesbaden und Graz 1957.
- Matthias Weckmann: 14 Präludien, Fugen und Toccaten. Hrsg.: Max Seiffert (= Organum. Reihe 4. Orgelmusik. Band 3). Kistner & Siegel, Köln 1960.
- Matthias Weckmann: Choralbearbeitungen für Orgel. Hrsg.: Werner Breig. 4. Auflage. Bärenreiter, Kassel 2006, DNB 359227384 (Erstausgabe:  1979).
- Matthias Weckmann: Four Sacred Concertos. Hrsg.: Alexander Silbiger (= Recent Researches in the music of the Baroque era. Band 46). A-R Editions, 1985, ISBN 978-0-89579-197-9, ISSN 0484-0828.
- Matthias Weckmann: Sämtliche freie Orgel- und Clavierwerke. Hrsg.: Siegbert Rampe. 5. Auflage. Bärenreiter, Kassel 2015, DNB 1073718298 (Erstausgabe:  1991).
- Matthias Weckmann: The Interpretation of his Organ Music. Volume II. A Practical Edition of the Free Organ Works. Hrsg.: Hans Davidsson. Gehrmans musikförlag, Stockholm 1991.
- Matthias Weckmann: Sämtliche Orgelwerke. Complete organ works. Hrsg.: Klaus Beckmann (= Meister der norddeutschen Orgelschule. 1 u. 2). Schott, Mainz 2010, DNB 1041629664.

Faksimile-Ausgaben
- Matthias Weckmann: Lüneburg, Ratsbücherei, Mus. ant. pract. KN 147. [Faksimile-Ausgabe des sog. Lüneburger Clavierbüchleins mit Werken Weckmans bzw. ihm zugeschriebenen Werken]. Hrsg.: Alexander Silbiger (= 17th century keyboard music. Band 9). Garland, New York 1988, ISBN 978-0-8240-8008-2.

## Einspielungen (Auswahl)
- 10 Sonaten für das Hamburger Collegium Musicum mit 3 und 4 Instrumenten & Basso Continuo. Ensemble Musicalische Compagney Berlin (Thorofon Capella – MTH 216, LP 1981)
- Matthias Weckmann. Das Orgelwerk =The complete organ works of Matthias Weckman. Hans Davidsson an der Arp-Schnitger-Orgel der Ludgerikirche in Norden. (Motette – DCD 11461, Doppel-CD 1991).
- Music for harpsichord. Matthias Weckmann. Monica Westheimer. (ClassicO [Dänemark], 1997).
- Kurfürstliche Cembalomusik aus Dresden (Toccaten und Suiten von Weckmann und Froberger). Gustav Leonhardt. (Sony – SK 62732, 1998).
- Organ works. Matthias Weckmann. 2. vol. Wolfgang Zerer. (Naxos – 8.553849 und 8.553850, 1998 und 1999).
- Matthias Weckmann. Organ works. Orgelwerke. Siegbert Rampe. (Virgin Classics – 545 408 2, 2001).
- Matthias Weckmann. Sacred Works, Ensemble Himlische Cantorey. (cpo – 999 944-2, 2003).
- The Complete Organ Works of Matthias Weckman, Hans Davidsson on the North German Baroque organ in Örgryte Nya Kyrka, Göteborg, Schweden (Loft Recordings 1065, 2004).
- Matthias Weckmann. Die lieblichen Blicke. Works for harpsichord. Jan Katzschke, Cembalo und Lautencembalo (cpo – 777 185-2, 2006).
- Orgelwerke von Matthias Weckmann, Joseph Kelemen auf der Arp-Schnitger-Orgel von 1693 in St. Jacobi Hamburg (OC 627, 2008)
- Sacred Motets & Lamentations (Wie liegt die Stadt so wüste). Cantus Cölln unter der Leitung von Konrad Junghänel. (harmonia mundi – 902034, 2010).
- Matthias Weckmann. Complete organ works. Friedhelm Flamme. (cpo – 777 873-2, 2014).
- Matthias Weckmann. Complete Works. Ricercar Consort, La Fenice, Siebe Henstra, Bernard Foccroulle (Ricercar 369, 2016).
- Matthias Weckmann. Complete Organ Works. Léon Berben, Friederich-Stellwagen-Orgel (1637) der Jakobikirche (Lübeck); Hans-Scherer-Orgel (1624) in St. Stephan (Tangermünde). (AEOLUS Music, AE 11261, 2020).

## Sonstiges
Matthias Weckmann zu Ehren wurde auf dem Anger seines Geburtsorts Niederdorla Mitte September 2016, anlässlich seines 400. Geburtsjubiläums, ein mit drei Orgelpfeifen verzierter Gedenkstein aus Muschelkalk gesetzt. Der Stein entstand nach Entwürfen des Designers Günter Baumgart und wurde mit Bläser- und Orgelkonzert eingeweiht.